# Communauté de communes des Quatre Rivières (Seine-Maritime)
Pour les articles homonymes, voir Communauté de communes des Quatre Rivières.
La communauté de communes des Quatre Rivières en Bray est une communauté de communes française, créée au 1er janvier 2017 et située dans les départements de la Seine-Maritime et de l'Eure en région Normandie. 

## Historique
Dans le cadre des dispositions de la loi portant nouvelle organisation territoriale de la République (Loi NOTRe) du 7 août 2015, qui prévoit que les établissements publics de coopération intercommunale (EPCI) à fiscalité propre doivent avoir un minimum de 15 000 habitants, le préfet la Seine-Maritime a arrêté un projet de Schéma départemental de coopération intercommunale (SDCI) qui prévoit notamment la fusion de : 

- la communauté de communes du canton de Forges-les-Eaux ;
- la communauté de communes des Monts et de l'Andelle ;
- la communauté de communes du Bray-Normand ;

dont aucune n'atteignait le seuil des 15 000 habitants.
La communauté de communes (auxquelles se rajoute Saint-Lucien, créée le 1er janvier 2017 par détachement de Sigy-en-Bray) est ainsi créé à cette date par l'arrêté inter-préfectoral du 1er décembre 2016. 
L'appellation retenue a été voté par les élus sur la proposition du maire de Croisy-sur-Andelle ne retenant pas la com’com du Bray Normand ; ce nom fait référence aux sources de quatre rivières : l’Andelle, l’Epte, la Béthune et le Thérain.
La commune de Martagny, initialement membre de la  communauté de communes du Bray-Normand, insatisfaite de son intégration en 2017 dans la communauté des Quatre Rivières, obtient son rattachement à la communauté de communes du Vexin Normand le 1er janvier 2018,, réduisant ainsi à 53 le nombre de communes de Lyons Andelle.
Par un arrêté préfectoral du 8 février 2024, la communauté de communes prend le nom de "Communauté de communes des Quatre Rivières en Bray", mettant ainsi fin à la confusion avec les intercommunalités homonymes de la Haute-Saône et de la Haute-Savoie.
Le 1er janvier 2025, les communes du Héron et de Morville-sur-Andelle fusionnent pour constituer la commune nouvelle de Morville-le-Héron,.

## Territoire communautaire

### Géographie
Située dans le sud-est du département de la Seine-Maritime, la communauté de communes des Quatre Rivières regroupe 53 communes et s'étend sur 607,3 km2.

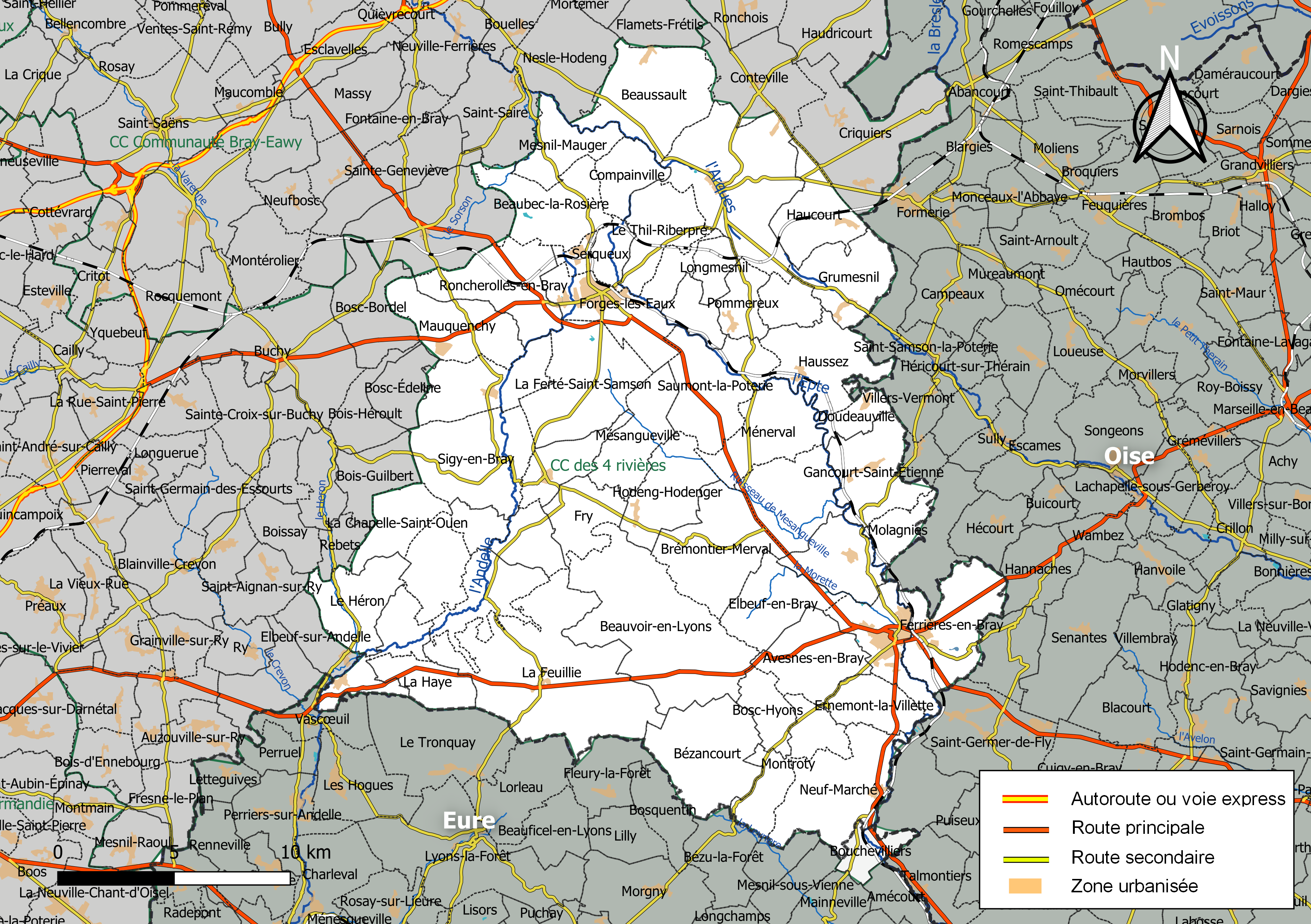
Carte de la communauté de communes des Quatre Rivières au 1er janvier 2019.

### Composition
La communauté de communes est composée des 52 communes suivantes :

| Nom                       | Code Insee | Gentilé            | Superficie (km2) | Population (dernière pop. légale) | Densité (hab./km2) |
| ------------------------- | ---------- | ------------------ | ---------------- | --------------------------------- | ------------------ |
| Gournay-en-Bray (siège)   | 76312      | Gournaisiens       | 10,4             | 5 834 (2022)                      | 561                |
| Argueil                   | 76025      | Argueilleux        | 6,95             | 348 (2022)                        | 50                 |
| Avesnes-en-Bray           | 76048      | Avesnois           | 11,9             | 284 (2022)                        | 24                 |
| Beaubec-la-Rosière        | 76060      | Beaubéciens        | 12,97            | 462 (2022)                        | 36                 |
| Beaussault                | 76065      | Beaussaultois      | 18,3             | 411 (2022)                        | 22                 |
| Beauvoir-en-Lyons         | 76067      | Beauvoiriens       | 33,29            | 630 (2022)                        | 19                 |
| La Bellière               | 76074      |                    | 4,54             | 50 (2022)                         | 11                 |
| Bézancourt                | 76093      | Bézancourtois      | 17,59            | 362 (2022)                        | 21                 |
| Bosc-Hyons                | 76124      | Boshionnais        | 5,63             | 420 (2022)                        | 75                 |
| Bouchevilliers            | 27098      | Bouchevillois      | 4,31             | 72 (2022)                         | 17                 |
| Brémontier-Merval         | 76142      | Brémontois         | 17,17            | 430 (2022)                        | 25                 |
| La Chapelle-Saint-Ouen    | 76171      | Chapellais         | 7,85             | 143 (2022)                        | 18                 |
| Compainville              | 76185      | Compainvillais     | 6,36             | 166 (2022)                        | 26                 |
| Croisy-sur-Andelle        | 76201      | Croisyllais        | 3,83             | 517 (2022)                        | 135                |
| Cuy-Saint-Fiacre          | 76208      | Cuy-Saint-Fiacrais | 9,63             | 631 (2022)                        | 66                 |
| Dampierre-en-Bray         | 76209      |                    | 12,82            | 448 (2022)                        | 35                 |
| Doudeauville              | 76218      | Doudeauvillais     | 3,94             | 110 (2022)                        | 28                 |
| Elbeuf-en-Bray            | 76229      | Elbeuviens         | 10,65            | 393 (2022)                        | 37                 |
| Ernemont-la-Villette      | 76242      | Ernemontois        | 7,46             | 210 (2022)                        | 28                 |
| Ferrières-en-Bray         | 76260      | Ferrierois         | 15,88            | 1 675 (2022)                      | 105                |
| La Ferté-Saint-Samson     | 76261      | Fertésiens         | 19,05            | 446 (2022)                        | 23                 |
| La Feuillie               | 76263      |                    | 39,76            | 1 245 (2022)                      | 31                 |
| Forges-les-Eaux           | 76276      | Forgions           | 15,33            | 3 653 (2022)                      | 238                |
| Fry                       | 76292      | Frygéens           | 8,03             | 140 (2022)                        | 17                 |
| Gaillefontaine            | 76295      | Gallifontains      | 26,23            | 1 161 (2022)                      | 44                 |
| Gancourt-Saint-Étienne    | 76297      | Gancourtois        | 12,48            | 226 (2022)                        | 18                 |
| Grumesnil                 | 76332      | Grumesnilois       | 11,16            | 480 (2022)                        | 43                 |
| La Hallotière             | 76338      | Hallotériens       | 3,75             | 204 (2022)                        | 54                 |
| Haucourt                  | 76343      |                    | 10,18            | 192 (2022)                        | 19                 |
| Haussez                   | 76345      | Hausseziens        | 13,15            | 277 (2022)                        | 21                 |
| La Haye                   | 76352      | Hayais             | 6,74             | 368 (2022)                        | 55                 |
| Hodeng-Hodenger           | 76364      |                    | 11,54            | 281 (2022)                        | 24                 |
| Longmesnil                | 76393      | Longmesniliens     | 3,86             | 46 (2022)                         | 12                 |
| Mauquenchy                | 76420      | Malchachéens       | 12,64            | 364 (2022)                        | 29                 |
| Ménerval                  | 76423      | Ménervillois       | 12,43            | 173 (2022)                        | 14                 |
| Mésangueville             | 76426      | Mésanguevillois    | 10,55            | 155 (2022)                        | 15                 |
| Le Mesnil-Lieubray        | 76431      | Mesnillais         | 5,94             | 94 (2022)                         | 16                 |
| Mesnil-Mauger             | 76432      | Mesnil-Maugeois    | 8,28             | 244 (2022)                        | 29                 |
| Molagnies                 | 76440      | Menneviens         | 4,65             | 209 (2022)                        | 45                 |
| Montroty                  | 76450      | Rosti-Montois      | 10,79            | 255 (2022)                        | 24                 |
| Morville-le-Héron         | 76455      |                    | 15,89            | 543 (2022)                        | 34                 |
| Neuf-Marché               | 76463      | Novomarquiens      | 17,71            | 647 (2022)                        | 37                 |
| Nolléval                  | 76469      | Nollévalais        | 9,93             | 417 (2022)                        | 42                 |
| Pommereux                 | 76505      | Pommereusiens      | 5,39             | 94 (2022)                         | 17                 |
| Roncherolles-en-Bray      | 76535      | Roncherollais      | 14,37            | 457 (2022)                        | 32                 |
| Rouvray-Catillon          | 76544      | Roburiens          | 12,22            | 226 (2022)                        | 18                 |
| Saint-Lucien              | 76601      | Lucanois           | 8,71             | 233 (2022)                        | 27                 |
| Saint-Michel-d'Halescourt | 76623      | Saint-Michelois    | 4,81             | 119 (2022)                        | 25                 |
| Saumont-la-Poterie        | 76666      | Saumontois         | 15,94            | 413 (2022)                        | 26                 |
| Serqueux                  | 76672      | Sarcophagiens      | 5,76             | 948 (2022)                        | 165                |
| Sigy-en-Bray              | 76676      | Sigeois            | 18,46            | 487 (2022)                        | 26                 |
| Le Thil-Riberpré          | 76691      | Thillais           | 10,09            | 239 (2022)                        | 24                 |

### Démographie
| 1968   | 1975   | 1982   | 1990   | 1999   | 2010   | 2015   | 2022   |
| ------ | ------ | ------ | ------ | ------ | ------ | ------ | ------ |
| 26 544 | 26 116 | 25 841 | 26 040 | 27 149 | 29 628 | 29 954 | 28 406 |

## Organisation

### Siège
L'intercommunalité a son siège à Gournay-en-Bray, 26 rue Félix-Faure.

### Élus
L'intercommunalité  est administrée par son conseil communautaire, composé  de 80 conseillers municipaux  représentants chacune des communes membres et répartis sensiblement en fonction de leur population, répartis comme suit :

- 14 délégués pour Gournay-en-Bray ;
- 9 délégués pour Forges-les-Eaux ,
- 3 délégués pour Ferrières-en-Bray, La Feuillie  ;
- 2 délégués pour Gaillefontaine, Morville-le-Héron[Note 1], Serqueux ;
- 1 délégué et son suppléant pour les 45 autres communes.

Au terme des élections municipales de 2020 dans la Seine-Maritime, le conseil communautaire reconstitué a réélu son président, Éric Picard, maire de  Gournay-en-Bray, et désigné ses 7 vice-présidents, qui sont : 
1. Christine Lesueur, maire-adjointe puis maire de Forges-les-eaux, chargée du développement économique et touristique ;
2. Emmanuel Broux, maire de Bouchevilliers, chargé du maintien et de développement de l'offre pluridisciplinaire de santé et de soins ;
3. Jean-Claude Delwarde, maire de Hodeng-Hodenger, chargé de la politique du logement et d'amélioration du cadre de vie ;
4. Isabelle Bréquigny, maire d’Argueil, chargée des actions sociales et gens du voyage ;
5. Bruno Nothias , maire de Compainville, chargé de l'environnement : gestion des déchets, GEMAPI, Eau et PCAET ;
6. Céline Élie, maire de Montroty, chargée de la petite enfance et de l'enfance, de la jeunesse ;
7. Thomas Hermand, maire de Serqueux, chargé de l'aménagement de l'espace, de la mobilité et des maisons de services au public.

Le président, les vice-présidents et huit autres membres constituent le bureau de l'intercommunalité pour la mandature 2020-2026.

### Liste des présidents
| Période       | Période                       | Identité    | Étiquette | Qualité |
| ------------- | ----------------------------- | ----------- | --------- | --- |
| février 2017, | En cours (au 20 juillet 2020) | Éric Picard | LR        | Maire de Gournay-en-Bray (2014 → ) Vice-président de l'ex-CC Bray-Normand (2014 → 2017) Réélu pour le mandat 2020-2026, |

### Compétences
L'intercommunalité exerce les compétences qui lui ont été transférées par les communes membres, dans les conditions définies par le code général des collectivités territoriales, qui sont les compétences obligatoires pour toutes les communautés de communes (aménagement de l'espace, développement économique, aires d'accueil des gens du voyage, collecte et traitement des ordures ménagères), ainsi que des compétences issues des anciennes intercommunalités fusionnées, dans l'attente de la définition définitive de ses compétences, devant intervenir dans sa première année d'existence.

### Régime fiscal et budget
La communauté de communes est un établissement public de coopération intercommunale à fiscalité propre.
Afin de financer l'exercice de ses compétences, la communauté de communes perçoit une fiscalité additionnelle aux impôts locaux des communes, sans fiscalité professionnelle de zone (FPZ ) et sans fiscalité professionnelle sur les éoliennes (FPE).